# Мерад, Кад
Кадур (Кад) Мерад (фр. Kad Merad; род. 27 марта 1964) — франко-алжирский актёр, комик и сценарист.

## Биография и карьера
Кадур (Кад) Мерад родился в Алжире 27 марта 1964 года. Он был третьим ребёнком в семье алжирца Мохамеда Мерада (приехавшего во Францию в 16 лет и ставшего рабочим в компании, которая производила товарные вагоны возле города Сент-Этьен) и француженки Жанин Бегэн (уроженки провинции Берри в Центральной Франции, парикмахерши, а затем домохозяйки после рождения детей), но на родине жил недолго, всё его детство прошло во Франции. У Кадура Мерада есть двое братьев Карим и Реда, а также сестра Ясмина.
В подростковом возрасте Мерад был солистом и ударником в нескольких любительских рок-группах. Первый театральный опыт он получил вместе с труппой «Gigolo Brothers». Мир искусства пленил молодого человека, и вскоре Кад Мерад стал полноправным членом театра под руководством Жаклин Дюк, где занимался интерпретацией классических пьес.
В 1991 году Мерад начинает работать на парижской радиостанции «Oui FM», где знакомится с Оливье Барру (Olivier Baroux). Обнаружив много общего друг с другом, они начинают вести в прямом эфире юмористическую передачу «Рок-энд-ролльный цирк» («Rock’n Roll Circus»), которая пользуется популярностью. На волне славы Мерад запускает новый радиопроект «Ziggi show», а затем с помощью Жан-Люка Деларю (Jean-Luc Delarue) делает телевизионный сериал «Тридцать последних минут» («Les 30 dernières minutes»).
В период с 1999 по 2001 год Кад Мерад работает ведущим комедийных программ на кабельном телевидении, параллельно играя небольшие роли в кино. Однако в 2003 году всё меняется в его жизни благодаря выходу нашумевшего фильма Эрика Лартиго (Éric Lartigau) «Кто грохнул Памелу Роз?» (Mais qui a tué Pamela Rose ?), по совместному сценарию Када Мерада и Оливье Барру.
В 2004 году французские зрители увидели фильм «Хористы», где Кад Мерад сыграл одну из главных ролей. Эта картина, получившая множество наград, в том числе и «Сезар», добавила солидности в биографию актёра.
2007 год становится одним из самых удачных в карьере Када Мерада: уже он сам, а не фильм с его участием, получает «Сезар» как лучший актёр второго плана за роль в фильме «Не волнуйся, у меня всё нормально» («Je vais bien ne t’en fais pas»). В марте того же года он впервые появляется на телеканале TF1 со знаменитой группой «Les Enfoirés». В пресс-релизах, распространённых AMF и France Télévisions сообщается, что Кад Мерад совместно с Лиан Фоли (Liane Foly) будет вести культурный телемарафон Téléthon 2007.
14 июля 2008 года по приглашению французского правительства Кад Мерад в присутствии высшего руководства стран Евросоюза читает отрывки из «Декларации прав человека» во время торжественного парада на площади Согласия. Это становится своего рода официальным признанием таланта Када Мерада, причём на официальном европейском уровне.
В этом же году в прокат выходит фильм «Бобро поржаловать» режиссёра Дани Буна, в котором актёр сыграл главную роль. Картине сопутствовал небывалый успех, только во Франции её посмотрело 20,4 млн зрителей.
11 июля 2019 года в российский прокат вышла комедия «Красавчик со стажем» с Кадом Мерадом в главной роли. Режиссёром картины выступил Оливье Барру, давний друг и коллега актёра. «Красавчик…» стал их седьмым совместным проектом.

## Личная жизнь
Кад Мерад развёлся с Эммануэль Коссо-Мерад, автором песен и писательницей, с которой он жил с 1992 года. От совместного брака у них есть сын Халиль (род. в 2004). С 2014 года актёр находится в отношениях с Джулией Виньяли.

## Фильмография
| Год  |     | Русское название                     | Оригинальное название          | Роль                        |
| ---- | --- | ------------------------------------ | ------------------------------ | --------------------------- |
| 2023 | ф   | Париж. Всё включено                  | La Vie pour de vrai            | Луи Лагаш                   |
| 2019 | ф   | Красавчик со стажем                  | Just a Gigolo                  | Алекс                       |
| 2018 | ф   | SuperЗять                            | Le gendre de ma vie            | Стефан                      |
| 2018 | ф   | Мягкая игрушка                       | Le doudou                      | Мишель Баре                 |
| 2014 | ф   | Прогулка по Бангкоку                 | On a marché sur Bangkok        | Серж Ренарт                 |
| 2014 | ф   | Каникулы маленького Николя           | Les vacances du petit Nicolas  | Отец Николя                 |
| 2014 | ф   | Любовь от всех болезней              | Supercondriaque                | врач                        |
| 2012 | ф   | Супестар                             | Superstar                      | Мартен                      |
| 2010 | ф   | 22 пули: Бессмертный                 | L’Immortel                     | Тони Закия                  |
| 2010 | ф   | Итальянец                            | L'Italien                      | Мурад Бен Сауд              |
| 2010 | ф   | Служить и защищать                   | Protéger et servir             | Мишель Будрио               |
| 2009 | ф   | Выходные!                            | R.T.T                          | Артур                       |
| 2009 | ф   | Маленький Николя                     | Le Petit Nicolas               | Отец Николя                 |
| 2009 | ф   | Сафари                               | Safari                         | Дасье-Ришар                 |
| 2008 | ф   | Мои звёзды прекрасны                 | Mes stars et moi               | Роберт                      |
| 2008 | ф   | Париж! Париж!                        | Faubourg 36                    | Джеки                       |
| 2008 | ф   | Реальная любовь 2: Парижские истории | Modern love                    | Оливье                      |
| 2008 | ф   | Бобро поржаловать                    | Bienvenue chez les Ch’tis      | Филип Абрамс                |
| 2007 | ф   | Сегодня ночью я сплю с тобой         | Ce soir, je dors chez toi      | Жак                         |
| 2007 | ф   | Три друга                            | 3 amis                         | Баптист                     |
| 2007 | ф   | А вдруг это любовь?                  | Je crois que je l’aime         | Рашид                       |
| 2007 | ф   | Голова моей мамы                     | La Tête de maman               | Жак                         |
| 2007 | ф   | Настоящие выходные                   | Pur week-end                   | Фредерик                    |
| 2006 | мф  | Братец медвежонок 2                  | Brother Bear — 2               |                             |
| 2006 | ф   | Я ничего не придумываю               | J’invente rien                 | Поль                        |
| 2006 | ф   | Не волнуйся, у меня всё нормально    | Je vais bien, ne t’en fais pas | Поль                        |
| 2006 | ф   | Упрямцы                              | Les Irréductibles              | Жерар                       |
| 2006 | ф   | Небесные пташки                      | Les oiseaux du ciel            | дядя Танго                  |
| 2006 | ф   | Попробуй меня                        | Essaye-moi                     | Венсан                      |
| 2006 | ф   | Билет в космос                       | Un ticket pour l’espace        | Стефан                      |
| 2005 | кор | Коллективная собственность           | Propriété commune              | Мартин                      |
| 2005 | ф   | Изноугуд или Калиф на час            | Iznogoud                       | гений                       |
| 2004 | ф   | Великолепная четвёрка                | Les Dalton                     | мексиканец                  |
| 2004 | кор | Внутренний мир                       | Monde extérieur                | Бертран                     |
| 2004 | ф   | Хористы                              | Les choristes                  | Шабер                       |
| 2003 | кор | Кровавое рождество                   | Bloody Christmas               | мужчина                     |
| 2003 | ф   | Только счастье                       | Rien que du bonheur            | Пьер 2                      |
| 2003 | ф   | Кто грохнул Памелу?                  | Mais qui a tué Pamela Rose?    | Ришар                       |
| 2003 | ф   | Крутые перцы                         | La beuze                       | директор Пасифик Рекордингс |
| 2003 | ф   | Дежурный аптекарь                    | Le médecin légiste             | судебный врач               |
| 2002 | кор | Экскурсия                            | Visite guidée                  | Жерар Ланза                 |
| 2002 | кор | Надгробия                            | Les tombales                   | Гюстав                      |
| 2002 | кор | Ошибка пехоты                        | Faute de grive                 |                             |
| 2001 | ф   | Великая жизнь                        | La grande vie                  | мотоциклист                 |
| 2001 | ф   | Стратегия провала                    | La stratégie de l'échec        | мистер Голден               |
| 1999 | кор | Игра злодеев                         | Jeu de villains                | месье Тоска                 |
| 1996 | кор | Диалог на вершине                    | Dialogue au sommet             | Игорь                       |
| 1996 | кор | Счастливый день в здании C           | Jour de chance au bâtiment C   |                             |